# Celia Imrie
Celia Diana Savile Imrie, född 15 juli 1952 i Guildford i Surrey, är en brittisk skådespelare.
Hon debuterade som skådespelare i början av 1970-talet och har sedan dess bland annat medverkat i Bridget Jones dagbok (2001) och Hotell Marigold (2011) samt haft flera roller på teaterscenen.
Hon har en son tillsammans med skådespelaren Benjamin Whitrow.

## Filmografi i urval
- 1983 – Stråtrövarna
- 1986 – Highlander
- 1994 – Frankenstein
- 1994 – Mörkerseende (TV-serie)
- 1995 – Bakom kulisserna
- 1996 – Maktens marionetter
- 1997 – Lånarna
- 1998 – Hilary & Jackie
- 1998–2000 – Dinnerladies (TV-serie)
- 1999 – En julsaga
- 1999 – Star Wars: Episod I – Det mörka hotet
- 2000 – Gormenghast (TV-serie)
- 2001 – Morden i Midsomer
- 2001 – Bridget Jones dagbok
- 2002 – Doktor Zjivago (TV-serie)
- 2002 – Daniel Deronda
- 2003 – Heartlands
- 2003 – Kalenderflickorna
- 2004 – På spaning med Bridget Jones
- 2004 – Wimbledon
- 2005 – Imagine Me & You
- 2005 – Nanny McPhee
- 2007–2009 – Kingdom (TV-serie)
- 2010 – Du kommer att möta en lång mörk främling
- 2011 – Hotell Marigold
- 2014 – The Love Punch
- 2015 – Hotell Marigold 2
- 2016–2017 – Better Things (TV-serie)
- 2016 – Bridget Jones's Baby
- 2025 – Bridget Jones: Mad About the Boy
- 2025 – Torsdagsmordklubben